# Лалита
Лалита (IAST: Lalitā) — первая из восьми главных гопи, известных как ашта-сакхи, в традиции поклонения Радхе и Кришне в гаудия-вайшнавизме.
Среди этих восьми гопи, Лалита — самая старшая и главная в служении Радхе и Кришне. Она на 27 дней старше Радхи. Проявляя свой горячий нрав, Лалита часто спорит с Радхой. Она жёлтая, как пыльца цветка горочана, а одежда переливается оттенками павлиньих перьев. Её родители — Вишока и Шаради-деви, муж — Бхайрава. Она — подруга Говардхана-гопы. Она играет на вине и руководит гопи, которые танцуют танец раса только с Баларамой. Она исполнена самозабвенной любви к Радхе и Кришне, умело устраивает их встречи и ссоры. Иногда ради Радхи она обижает Кришну. Описывается, что Лалита — средоточие красы всех гопи. В спорах с Кришной она кривит губы от гнева и разговаривает самым надменным образом. Когда гопи затевают с Кришной шуточные словесные перепалки, она превосходит всех. Когда Радха с Кришной встречаются, она стоит неподалёку и иногда держит над ними зонтик. Она также украшает цветами их и их домик, в котором они остаются на ночь.
Согласно традиции гаудия-вайшнавизма, Лалита воплотилась на земле в XVI веке как Сварупа Дамодара — один из ближайших сподвижников основателя традиции Чайтаньи.